# 76-мм дивізійна гармата зразка 1936 року (Ф-22)
76-мм дивізійна гармата зразка 1936 року (Ф-22, індекс ГАУ — 52-П-363À) — радянська дивізійна напівуніверсальна гармата періоду Другої світової війни. Була першою гарматою, розробленою конструкторським бюро під керівництвом видатного конструктора артилерійських систем В. Р. Грабина, і є однією з перших гармат, що повністю розроблені в СРСР (не є модернізацією гармат армії Російської імперії або зарубіжних розробок). Створена в рамках концепції (що залишилася невиправданою) універсальної (зенітно-дивізійної) гармати, Ф-22 мала ряд недоліків, у зв'язку з чим була знята з серійного виробництва через три роки після його початку. Вироблені гармати взяли активну участь у передвоєнних конфліктах та у Великій Вітчизняній війні. Багато таких гармат стали трофеями німецької, фінської та румунської армій. У Німеччині трофейні гармати були модернізовані й активно використовувалися як протитанкові гармати у буксированому і самохідному варіанті.

## Історія

### Передумови
До початку 1930-х років радянська гарматна дивізійна артилерія була представлена модернізованою 3-дюймовою гарматою зразка 1902 р., прийнятою на озброєння під офіційним найменуванням 76-мм дивізійна гармата зр. 1902/30 рр. Модернізація цієї гармати полягала головним чином у збільшенні дальності стрільби шляхом збільшення максимального кута вертикального наведення (ВН) та підвищення початкової швидкості шляхом використання більш довгого дула. Однак принципові недоліки однобрусного лафета — відсутність підресорювання і малий кут горизонтального наведення (ГН) — залишилися не усунутими. Подальша модернізація «трьохдюймовки» була визнана безперспективною.

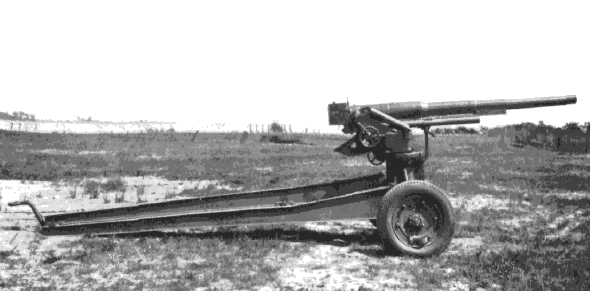
75-мм дослідний зразок гармати T3

Концепція універсальної гармати, одночасно сполучила в собі якості зенітної й дивізійної гармати, активно обговорювалася артилерійськими фахівцями різних країн в 1920-1930-х роках. Найбільшу популярність така концепція набула в США, де в кінці 1920-х років були створені 75-мм універсальні гармати T2 і T3. Проте після проведених випробувань дослідних зразків цих гармат було вирішено відмовитися від прийняття їх на озброєння через надмірну складність. Щобільше, результати випробувань привели американських військових до визнання самої концепції універсальних дивізійних гармат помилковою, наслідком чого стало припинення їх подальшого розвитку в США. Роботи з 75-мм універсальною гарматою велися і чехословацькою фірмою «Шкода» (зокрема, створена цією фірмою 75-мм гармата M. 28 мала максимальний кут вертикального наведення 80°). Деякі 75-мм гармати, створені в ті ж роки французькою фірмою «Шнейдер» і англійською «Віккерс-Армстронг», також позиціювалися як універсальні. Але по своїй конструкції й основним призначенням вони являли собою типові зенітні гармати.

### Створення
У 1931 році Тухачевський наказує розпочати роботи зі створення універсальних (з круговим обстрілом) і напівуніверсальних (призначених для «ведення загороджувального зенітного вогню») дивізійних гармат. Їх проєктуванням були зайняті всі артилерійські конструкторські бюро (КБ) СРСР, зокрема, КБ заводу «Червоний путиловец», КБ заводу № 8, МКЛ-38, КБ заводу № 92.

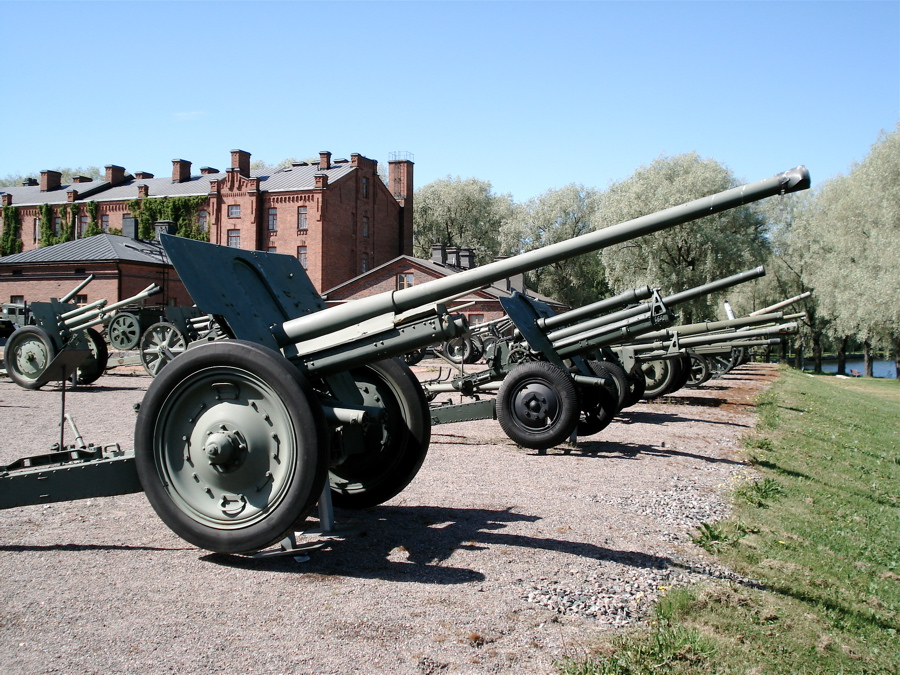
Ф-22 і УСВ (на задньому плані)

У порівнянні з дослідними зразками серійні гармати мали ряд істотних відмінностей. Зокрема, було зняте дулове гальмо (на думку замовника, воно сильно демаскувало гармату піднятими при пострілі клубами пилу), а також прийнята камора під гільзу зразка 1900 року. У той час Головне артилерійське управління (ГАУ) не було готове перейти на іншу гільзу (або інший калібр) дивізійних гармат, оскільки на складах залишалися дуже великі запаси 76-мм пострілів з гільзою зр. 1900 р., випущених в період Першої світової війни в Російській імперії або імпортованих із зарубіжних країн. Перехід на новий, більш потужний постріл у той час, попри всі надані їм переваги, вважався неприйнятним з економічних міркувань. Водночас спроєктована під більш потужну балістику Ф-22 мала великий запас міцності і, як наслідок, потенційну можливість стрільби з більш високою початковою швидкістю снаряда порівняно зі штатним пострілом.
| Виробництво 76-мм дивізійних гармат зр. 1936 р., шт. |      |      |      |        |
| 1936                                                 | 1937 | 1938 | 1939 | Всього |
| 10                                                   | 417  | 1002 | 1503 | 2932   |

### Бойове застосування

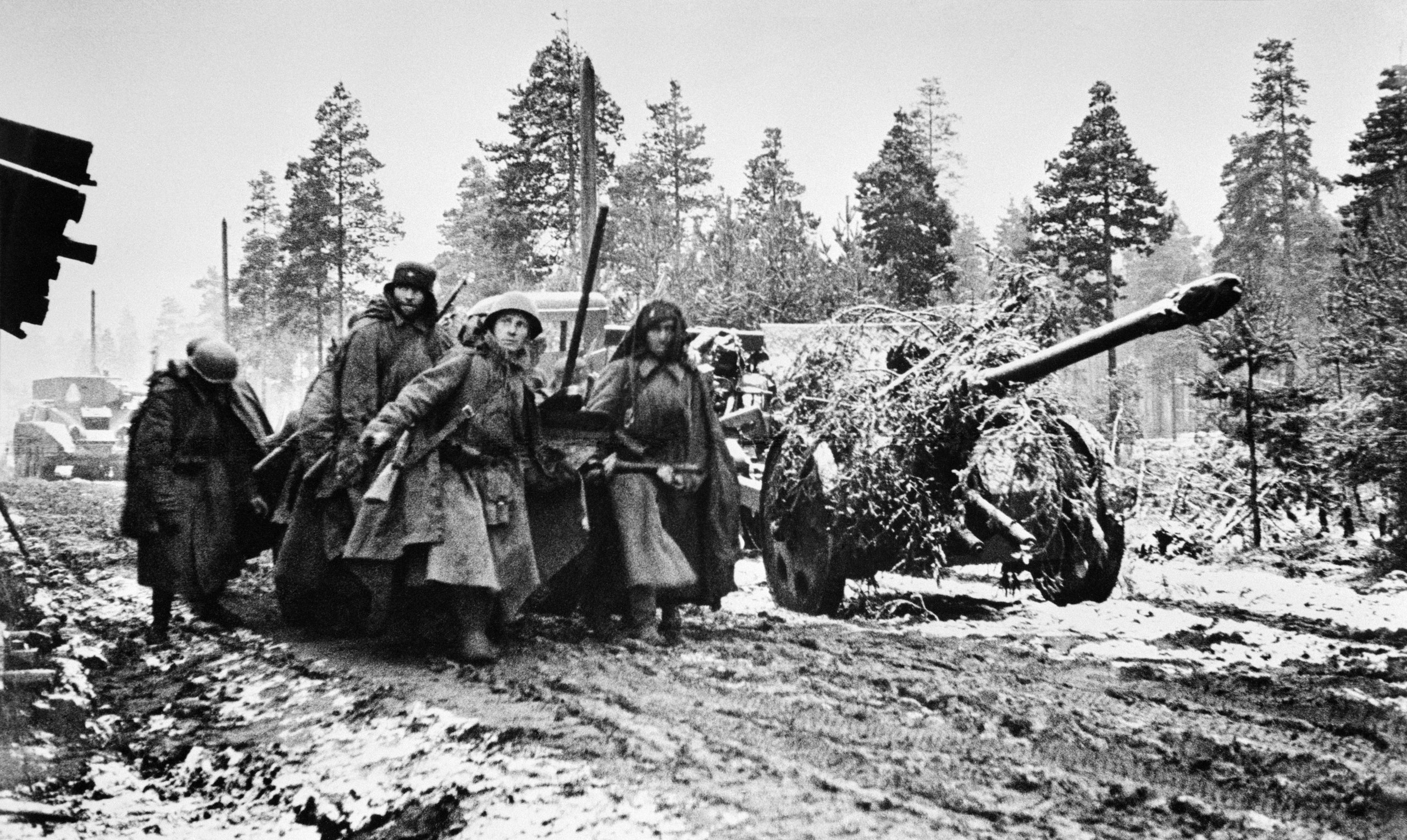
Перевезення замаскованої Ф-22 по розмитих дорогах, 1 листопада 1941 р., Ленінградський фронт. Фото В. С. Тарасевича

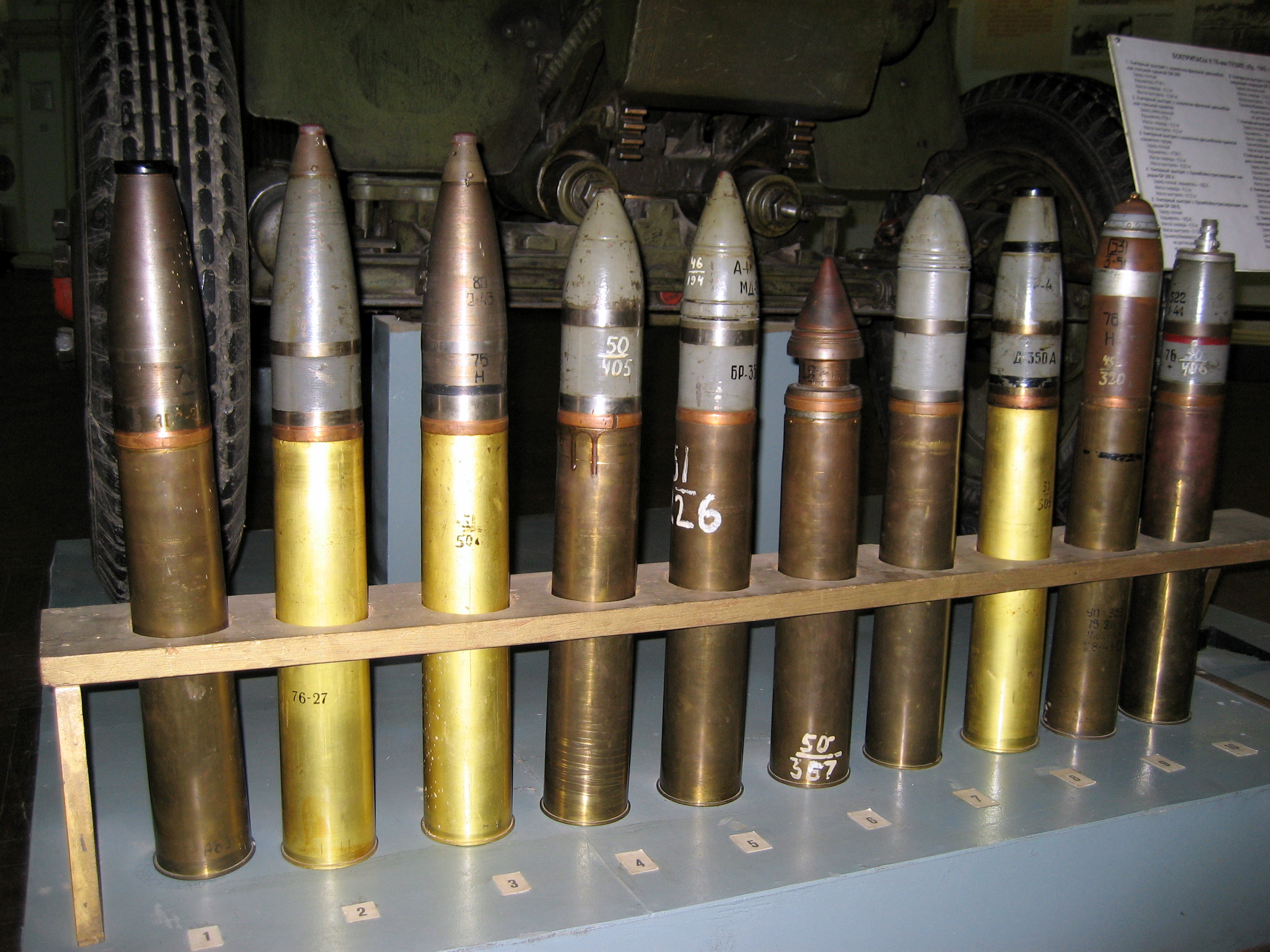
Постріли, що використовуються Ф-22

76-мм гармата зразка 1936 р. призначена для:
- знищення живої сили противника, який не є в укритті
- придушення і знищення вогневих засобів противника;
- боротьби з мотомеханізованими бойовими засобами супротивника;
- руйнування дротяних загороджень;
- придушення і знищення артилерії противника.

Вперше Ф-22 пішли в бій під час конфліктів в озера Хасан і річці Халхін-Гол. Гармата взяла активну участь і в радянсько-фінській війні 1939—1940 років, зокрема на 8 лютого 1940 року в артилерії Північно-Західного фронту було 480 76-мм дивізійних гармат, головним чином — Ф-22.
На 22 червня 1941 року в Червоній армії було, за різними даними, 3041 або 2868 76-мм гармат зр. 1936 р., з них у західних військових округах — 2300 гармат. Найбільш активно Ф-22 використовувалися в 1941 році; надалі, внаслідок великих втрат їх число у військах сильно скоротилася, але в невеликих кількостях вони застосовувалися і пізніше — так, у Курській битві брало участь 2 винищувально-протитанкові полки, озброєні цими гарматами, перекинутими з Далекого Сходу. Відомий приклад використання Ф-22 на Ленінградському фронті, у складі 705-го винищувально-протитанкового полку в січні 1944 року:
За проявлені в цьому бою мужність і героїзм командир гармати був удостоєний звання Героя Радянського Союзу, а його гармата Ф-22 — нині знаходиться в експозиції Військово-історичного музею артилерії, інженерних військ і військ зв'язку в Санкт-Петербурзі.
| Таблиця бронепробиваемости для 76-мм дивізійної гармати зр. 1936 р. |                           |                           |
| Тупоголовый каліберний бронебійний снаряд БР-350А |                           |                           |
| Дальність, м | При куті зустрічі 60°, мм | При куті зустрічі 90°, мм |
| 100 | 67                        | 82                        |
| 500 | 61                        | 75                        |
| 1000 | 55                        | 67                        |
| 1500 | 49                        | 60                        |
| Наведені дані ставляться до радянської методики вимірювання пробивної здатності (формула Жакоб-де-Марра для цементованої броні з коефіцієнтом K = 2400). Слід пам'ятати, що показники бронепробиваемости можуть помітно відрізнятися при використанні різних партій снарядів і різної за технологією виготовлення броні. |                           |                           |